# James Baskerville
Sir James Baskerville of Eardisley Castle († nach 1499) war ein englischer Ritter und Politiker.

## Leben
Sir James Baskerville war ein Sohn von Sir John Baskerville und Elizabeth, Tochter des John Tuchet, 4. Baron Audley.
Er war Sheriff von Herefordshire 1460, 1474 und 1499 und vertrat die Grafschaft 1476 als Knight of the Shire im englischen House of Commons.
Sir James war ein treuer Anhänger des Hauses York und kämpfte während der Rosenkriege bei der Ersten Schlacht von St Albans (1455), bei Northampton (1460), bei Mortimer’s Cross und Towton (1461).
James Baskerville erhielt 1464 den Ritterschlag als Knight Bachelor und wurde durch Heinrich VII. 1485 bei dessen Krönungsfeierlichkeiten zum Knight of the Bath erhoben.
Vor Beginn der Schlacht von Stoke 1487, in der er für Heinrich VII. kämpfte, schlug dieser ihn zum Knight Banneret.

## Ehe und Nachkommen
Sir James war verheiratet mit Sibyl, Tochter des Walter Devereux, 1. Baron Ferrers of Chartley.
In manchen Quellen wird der Vorname seiner Frau auch mit Katherine angegeben. Das Paar hatte drei Söhne:
- Sir Walter Baskerville ⚭ Anne, Tochter des Morgan ap Phillip;[1][2][3][4][5][6]
- John Baskerville;[5][6]
- Phillip Baskerville.[5][6]